# Vieux (Calvados)
Vieux è un comune francese di 610 abitanti situato nel dipartimento del Calvados nella regione della Normandia.
L'odierna Vieux viene indicata nei testi antichi a partire dal IX secolo, mentre precedentemente si chiamava Viduca prendendo il nome dal popolo dei Viducassi (citati da Plinio il Vecchio nella Naturalis Historia IV, 107). Anticamente Viduca era conosciuta nell'Impero Romano col nome Aregenua, capoluogo della città dei Viducassi, contava 6 000 abitanti ed era la città più importante per i commerci con la Britannia.
La vita della città declinò verso la fine del III e la prima metà del IV secolo. Sebbene Aregenua sia stata identificata a partire dal XVII secolo e scavata a partire dal 1697, solo dal 1991 sono iniziati degli scavi programmatici che hanno riportato alla luce numerose strutture come l'anfiteatro, la Casa del gran peristilio e le terme. Oggi Aregenua, poi Viduca, quindi Vieux o meglio conosciuta dai francesi come Vieux-la-Romaine, è situata a 10 km da Caen ed oltre agli scavi è possibile vistitare il museo archeologico.

## Società

### Evoluzione demografica
Abitanti censiti